# Stericta
Stericta is een geslacht van vlinders van de familie snuitmotten (Pyralidae), uit de onderfamilie Epipaschiinae.

## Soorten
- S. aeruginosa Lucas, 1894
- S. alnotha Schaus, 1922
- S. angulosa Joannis, 1930
- S. angustalis Caradja, 1925
- S. apicalis Schaus, 1912
- S. asopialis Snellen, 1890
- S. atkinsoni Moore
- S. atribasalis Warren, 1895
- S. bryomima (Turner, 1913)
- S. callibrya Meyrick, 1933
- S. canutusa Schaus, 1922
- S. capnotila Meyrick, 1938
- S. caradjai West, 1931
- S. carbonalis (Guenée, 1854)
- S. carneotincta Hampson, 1896
- S. centralis Wileman & South, 1917
- S. concisella (Walker, 1866)
- S. congenitalis Hampson, 1906
- S. corticalis Pagenstecher, 1900
- S. divitalis Guenée, 1854
- S. dohrni Hering, 1901
- S. evanescens Butler
- S. flammealis Kenrick, 1907
- S. flavopuncta Inoue & Sasaki, 1995
- S. honei Caradja, 1935
- S. ignebasalis Hampson, 1916
- S. inconcisa Walker, 1863
- S. indistincta Rothschild, 1916
- S. japonica Marumo, 1921
- S. kogii Inoue & Sasaki, 1995
- S. lactealis Caradja, 1931
- S. leucozonalis Hampson, 1906
- S. lophocepsalis Hampson, 1906
- S. loxochlaena Meyrick, 1938
- S. mediovialis Hampson, 1916
- S. nolasca Schaus, 1922
- S. olivialis Hampson, 1903
- S. palmistalis Kaye, 1924
- S. phanerostola Hampson, 1916
- S. philobrya (Turner, 1937)
- S. plumbifloccalis Hampson, 1896
- S. prasina Warren, 1895
- S. pyraliata Moore, 1888
- S. rurealis Kenrick, 1912
- S. sectilis Hering, 1901
- S. sinuosa Moore
- S. subviridalis Kenrick, 1907
- S. suspensalis Walker, 1866
- S. trissosticha Turner, 1932